# Hòa Mỹ Đông
Hòa Mỹ Đông là một xã thuộc huyện Tây Hòa, tỉnh Phú Yên, Việt Nam.
Xã Hòa Mỹ Đông có diện tích 58,74 km², dân số năm 1999 là 12108 người, mật độ dân số đạt 206 người/km².
Xã Hòa Mỹ Đông có 6 thôn: 
- thôn Phú Thuận
- thôn Phú Nhiêu
- thôn Phú Thọ
- thôn Vạn Lộc
- thôn Lạc Chỉ
- thôn Xuân Mỹ